# David Lindsay (piłkarz)
David Lindsay (ur. 27 grudnia 1877 w Dalry, zm. 31 października 1950 w Edynburgu) – szkocki piłkarz występujący na pozycji napastnika.
Wraz z zespołem Heart of Midlothian wywalczył w sezonie 1905/1906 wicemistrzostwo Szkocji oraz Puchar Szkocji.
W reprezentacji Szkocji wystąpił jeden raz, 21 marca 1903 w przegranym 0:2 meczu British Home Championship z Irlandią.